# Richard Rusche
Richard Nicolaus Rusche (* 17. März 1851 in Diesdorf bei Magdeburg; † 1. August 1935 Berlin) war ein deutscher Tierbildhauer, Jagdmaler und Zeichner.

## Leben

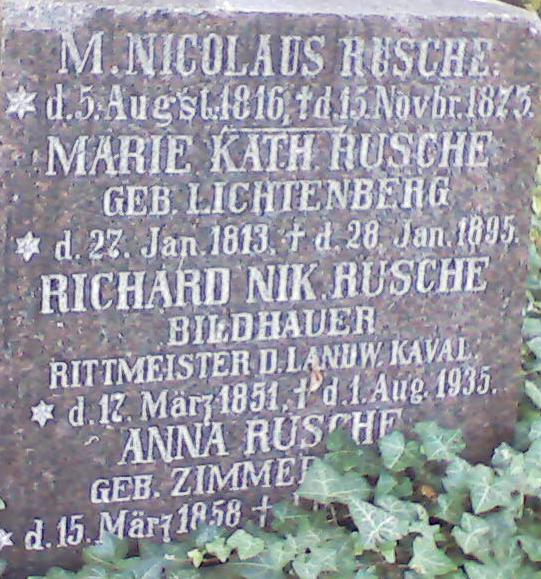
Grabstätte von Richard Rusche

Rusche, ein Rittmeister der Landwehr-Kavallerie, war nach einer Militärausbildung 1880/81 Schüler der Berliner Akademie der Künste bei Fritz Schaper. Nach seiner kurzen künstlerischen Ausbildung blieb er in Berlin ansässig. Als passionierter Jäger nutzte er lange Aufenthalte in freier Natur zu zahlreichen Tierstudien, die er insbesondere in meisterlichen Tierskulpturen verarbeitete. Seine Skulpturen zeichnen sich durch vollendete Natürlichkeit und das Herausarbeiten der rassespezifischen Besonderheiten der dargestellten Tiere aus. Die beliebten Plastiken wurden u. a. in der Württembergischen Metallwarenfabrik (WMF) und der Gießerei Gladenbeck in verschiedenen Größen und Materialien (Bronze, Galvano, Zink) in teils großer Stückzahl reproduziert. Das bisher einzige bekannte Personendenkmal ist ein Standbild von Hermann Schulze-Delitzsch in Görlitz.
Rusche starb im Städtischen Robert-Koch-Krankenhaus Berlin und wurde in Magdeburg-Diesdorf beigesetzt.

## Ausstellungen (Auswahl)
- Jubiläums-Ausstellung der Kgl. Akademie der Künste im Landes-Ausstellungsgebäude zu Berlin 1886[2]
- Internationale Kunst-Ausstellung veranstaltet vom Verein Berliner Künstler anlässlich seines 50-jährigen Bestehens 1891[3]
- Internationale Kunst-Ausstellung 1892 in München
- Große Berliner Kunstausstellung 1899[4]

## Werke (Auswahl)
| Motiv, ggf. Abbildung               | Standort               | Art             | Datierung            | Weitere Informationen                                                                                  |
| ----------------------------------- | ---------------------- | --------------- | -------------------- | --- |
| Jagdhund mit Beute Tod verbellt     |                        | Bronzestatuette | 1889                 | 13,5 cm – versteigert 2008 / bei Gladenbeck per Katalog angeboten                                      |
| Gordon-Setter                       |                        | Bronzestatuette | 1892                 | 44 cm – versteigert 2005 / in 33 cm bei der WMF gefertigt / ausgestellt München 1892                   |
| Sichernde Hirsche                   |                        | Bronze          | 1897                 | Guss Lauchhammer                                                                                       |
| Hirsch                              | Joachimsthal           | Bronze          | 1900                 | Guss Lauchhammer                                                                                       |
| Schnüffelnder Jagdhund Schweißhund  |                        | Bronzestatuette |                      | 28 cm – versteigert 2000 / in 33 cm bei der WMF angeboten                                              |
| Dachshund                           |                        | Bronze/Zink     |                      | in 21 cm bei der WMF gefertigt                                                                         |
| Hühnerhund (1)                      |                        | Bronze/Zink     |                      | in 33 cm bei der WMF gefertigt                                                                         |
| Hühnerhund (2)                      |                        | Bronze/Zink     |                      | in 23 cm bei der WMF gefertigt                                                                         |
| Dogge                               |                        | Bronze/Zink     |                      | in 35 cm bei der WMF gefertigt                                                                         |
| Wild Boar (Wildschwein)             |                        | Bronzestatuette |                      | 23 cm – versteigert 2005                                                                               |
| Röhrender Hirsch                    | Jagdhaus Hubertusstock | Bronzestatue    | in den 1920er Jahren | Skulptur überlebensgroß                                                                                |
| Röhrender Hirsch                    |                        | Bronzestatuette |                      | 17,5 cm – versteigert 2005 / in 39 cm Guss Gladenbeck, ebenso in 66 und 32 cm                          |
| Brunsthirsch                        |                        | Bronzestatue    |                      | in 38 cm (Schulterhöhe) von Kaiser Wilhelm II. gekauft / Motiv wohl identisch mit Röhrendem Hirsch (?) |
| Damhirsch                           |                        | Bronze/Zink     |                      | in 33 cm (Scheitelhöhe) bei der WMF gefertigt                                                          |
| Schreitender Hirsch                 |                        | Bronze/Zink     |                      | in 47 cm (Scheitelhöhe) bei der WMF gefertigt                                                          |
| Sicherndes Rotwild                  |                        | Bronze/Zink     |                      | |
| Sichernder Rehbock                  |                        | Bronze/Zink     |                      | |
| Keiler                              |                        | Bronzestatuette |                      | 24,5 cm – versteigert 2000                                                                             |
| Kimber beim Übergang über die Alpen |                        |                 |                      | |
| Germane auf Wacht                   |                        | Bronze/Zink     |                      | |
| Freia                               |                        | Bronze/Zink     |                      | |
| Hermann Schulze-Delitzsch           | Görlitz                |                 |                      | |